# Susan Beth Pfeffer
Susan Beth Pfeffer (* 17. Februar 1948 in New York; † 23. Juni 2025 in Monroe, New York) war eine US-amerikanische Jugendbuch- und Science-Fiction-Autorin.

## Leben
Sie war die Tochter des Juristen und Politikwissenschaftlers Leo Pfeffer.
Die Welt, wie wir sie kannten erschien als ihr erstes Buch in Deutschland und war ihr bisher erfolgreichstes. Sie lebte in Middletown, New York.

## Werke (Auswahl)
- The Riddle Streak (englisch). Redfeather Book from Henry Holt, 1995, ISBN 978-0-8050-4260-3
- Die letzten Überlebenden
  - Die Welt, wie wir sie kannten. Carlsen, 2010, ISBN 978-3-551-58218-8.
  - Die Verlorenen von New York. Carlsen, 2011, ISBN 978-3-551-58219-5.
  - Das Leben, das uns bleibt. Carlsen, 2012, ISBN 978-3-551-58275-1.
  - The Shade of the Moon (englisch). Harcourt Children’s Books, 2013, ISBN 978-0-547-81337-0.
- Blood Wounds (englisch). Graphia Books, 2012, ISBN 978-0-547-85506-6.